# Asedio de Saná (1967)
El sitio de Saná, también conocido como el Sitio de los Setenta Días, tuvo lugar entre el 28 de noviembre de 1967 y el 7 de febrero de 1968, convirtiéndose en una batalla crítica para determinar el resultado de la Guerra Civil de Yemen del Norte. Con el eventual fracaso de los realistas en recuperar la ciudad, los republicanos obtuvieron una victoria táctica de facto en la guerra, conservando la sede del poder y ganando gradualmente el reconocimiento internacional como un gobierno legítimo de  Yemen del Norte.

## Fondo
El 5 de noviembre, disidentes de Yemen del Norte, apoyados por miembros de tribus republicanas llamados a Saná, trasladaron cuatro tanques a las polvorientas plazas de la ciudad, tomaron el Palacio Presidencial y anunciaron en la estación de radio del gobierno que Sallal había sido destituido "de todos los puestos de autoridad". El golpe no tuvo oposición. En Bagdad, Sallal pidió asilo político, diciendo que "todo revolucionario debe anticipar obstáculos y situaciones difíciles". El nuevo gobierno republicano estuvo encabezado por Qadi Abdul Rahman Iryani, Ahmad Muhammad Numan y Mohamed Ali Uthman. El Primer Ministro fue Mohsin Ahmad al-Aini. Nadie, sin embargo, permaneció en Beirut . Dudaba de la renuencia de sus colegas a negociar con la familia Hamidaddin, prefiriendo expulsarla. El 23 de noviembre renunció y su lugar fue ocupado por Hassan al-Amri.

## Asedio
El príncipe Mohamed bin Hussein les dijo a los jefes del país: "Tenemos dinero y ustedes tendrán su parte si se unen a nosotros. Si no, seguiremos sin ti". Los jefes acordaron movilizar a sus tribus. El 28 de noviembre de 1967,  6.000 regulares realistas y 50.000 miembros de una tribu armada conocidos como "los Fighting Rifles" rodearon Saná, capturaron su aeropuerto principal y cortaron la carretera al puerto de Hodeida, una ruta principal para los suministros soviéticos. En una batalla a doce millas al este de la capital, 3.200 soldados de ambos bandos murieron y, según los informes, todo un regimiento republicano se pasó a los realistas. Bin Hussein les dio un ultimátum: "Entregar la ciudad o ser aniquilados". Iryani fue a El Cairo para lo que la agencia de prensa oficial egipcia llamó "un chequeo médico". El canciller Hassan Macky también abandonó Yemen, dejando al gobierno a cargo de Amri. Amri declaró un toque de queda a las 6 pm y ordenó a los civiles que formaran unidades de milicias "para defender la república". En Liberation Square, seis presuntos infiltrados realistas fueron ejecutados públicamente por un pelotón de fusilamiento y sus cuerpos fueron posteriormente colgados en postes.
Los republicanos presumían de una nueva fuerza aérea, mientras que los realistas afirmaban haber derribado un caza MiG-17 con piloto soviético. El Departamento de Estado de EE. UU. dijo que esta afirmación, así como los informes de veinticuatro MiG y cuarenta técnicos y pilotos soviéticos que habían llegado a Yemen, eran correctos. En enero, los republicanos defendían San'a con unos 2.000 regulares y miembros de tribus, además de ciudadanos armados y unos diez tanques. También tenían el respaldo de una veintena o más de aviones de combate pilotados por soviéticos o yemeníes que habían pasado un curso acelerado en la Unión Soviética. La ciudad todavía podía alimentarse del campo que la rodeaba. Entre 4.000 y 5.000 realistas sufrieron el poder aéreo republicano, pero tenían la ventaja de un terreno elevado. Sin embargo, no tenían suficientes municiones, ya que los saudíes detuvieron las entregas de armas después del acuerdo de Jartum y dejaron de financiar a los realistas después de diciembre de 1967.
En febrero de 1968, se levantó el sitio y los republicanos prácticamente habían ganado la guerra. Mientras tanto, los británicos se habían retirado de la Federación de Arabia del Sur, que ahora se había convertido en Yemen del Sur. Los realistas permanecieron activos hasta 1970. Las conversaciones entre las dos partes comenzaron mientras continuaba la lucha. El Ministro de Relaciones Exteriores, Hassan Makki, dijo: "Mejor años de conversación que un día de lucha". En 1970, Arabia Saudita reconoció a la República, y se efectuó un alto el fuego. Los saudíes le dieron a la república una subvención de 20 millones de dólares, que luego se repitió de manera intermitente, y los jeques yemeníes recibieron estipendios saudíes.